# 奇亞 (昆迪納馬卡省)

奇亞（西班牙語：Chía）是哥倫比亞的城鎮，位於該國中部，由昆迪納馬卡省負責管轄，距離首都波哥大2.7公里，面積80平方公里，海拔高度2,564米，主要經濟活動有農業和商業，2005年人口97,444。

## 外部連結
- （西班牙文） Official site of the Chía city council（页面存档备份，存于）
- （西班牙文） : FOTW: Flag and Coat of Arms of Chia（页面存档备份，存于）

4°51′N 74°03′W / 4.850°N 74.050°W